# Тариго, Лукино
Лукино Тариго (итал. Luchino Tarigo) — генуэзец, пират Каспийского моря.
В 1374 году, выйдя с несколькими соратниками на барке из Кафы, он доплыл до Таны, поднялся по Дону, видимо в районе Переволоки, добрался до Волги, по которой спустился через Астрахань до Каспия, и через Астрахань вышел в Каспийское море. На море он с командой пиратствовал, но на обратном пути их самих ограбили. Однако некоторые драгоценности ему удалось сохранить и привезти в Кафу.

## Источник
- Зайцев И. В. Астраханское ханство. — М.: Издательская фирма" Восточная литература" РАН, 2006.